# Кинг, Айсис
А́йсис Кинг (англ. Isis King; 1 октября 1985, округ Принс-Джорджес, Мэриленд, США) — американская актриса и фотомодель. В 2008 году заняла 10-е место в 11-м сезоне реалити-шоу «Топ-модель по-американски», а в 2011 году, в 17-м сезоне шоу, — 12-е место.
Кинг — трансгендерная женщина, её имя при рождении — Дэ́ррелл Уо́ллс (англ. Darrell Walls). Она стала первой трансгендерной женщиной, участвовавшей в шоу «Топ-модель по-американски».
В 2019 году Айсис Кинг номинирована на премию EMMY за лучшую женскую роль второго плана в сериале или фильме. Причиной для номинации стала роль Марси Вайз в мини-сериале «Когда они нас увидят».

## Фильмография
| Год  |   | Русское название     | Оригинальное название | Роль       |
| ---- | - | -------------------- | --------------------- | ---------- |
| 2010 | ф | Белла Маддо          | Bella Maddo           | Кассандра  |
| 2016 | с | Бесстыжие            | Shameless             | Джия       |
| 2019 | с | Когда они нас увидят | When They See Us      | Марси Уайз |